# Strünkede (Adelsgeschlecht)

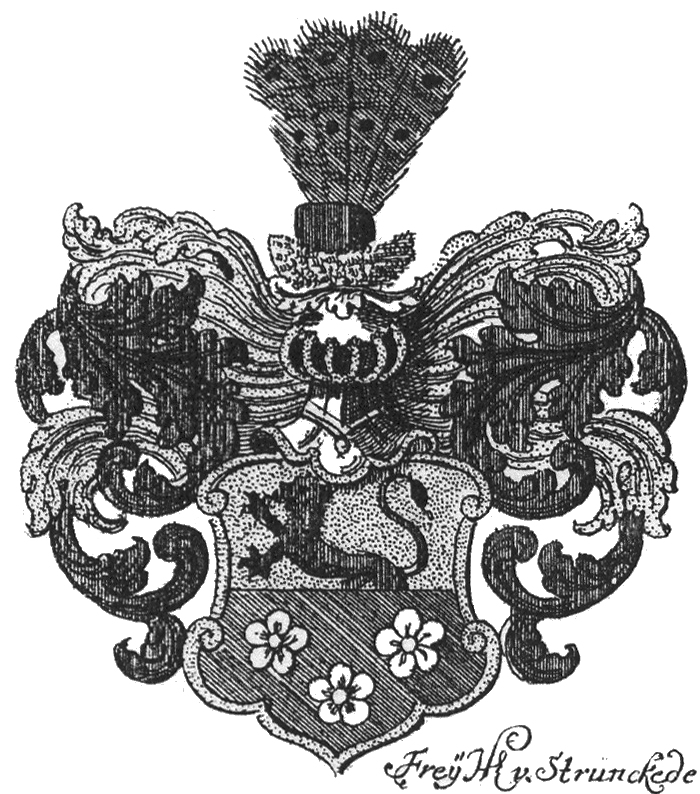
Wappen derer von Strünkede

Die Herren von Strünkede, zeitgenössisch auch Strünckede geschrieben, waren ein westfälisches Adelsgeschlecht aus der Grafschaft Mark. Sitze der Familie waren Schloss Strünkede, Krudenburg und Haus Dorneburg im heutigen  Herne.

## Geschichte

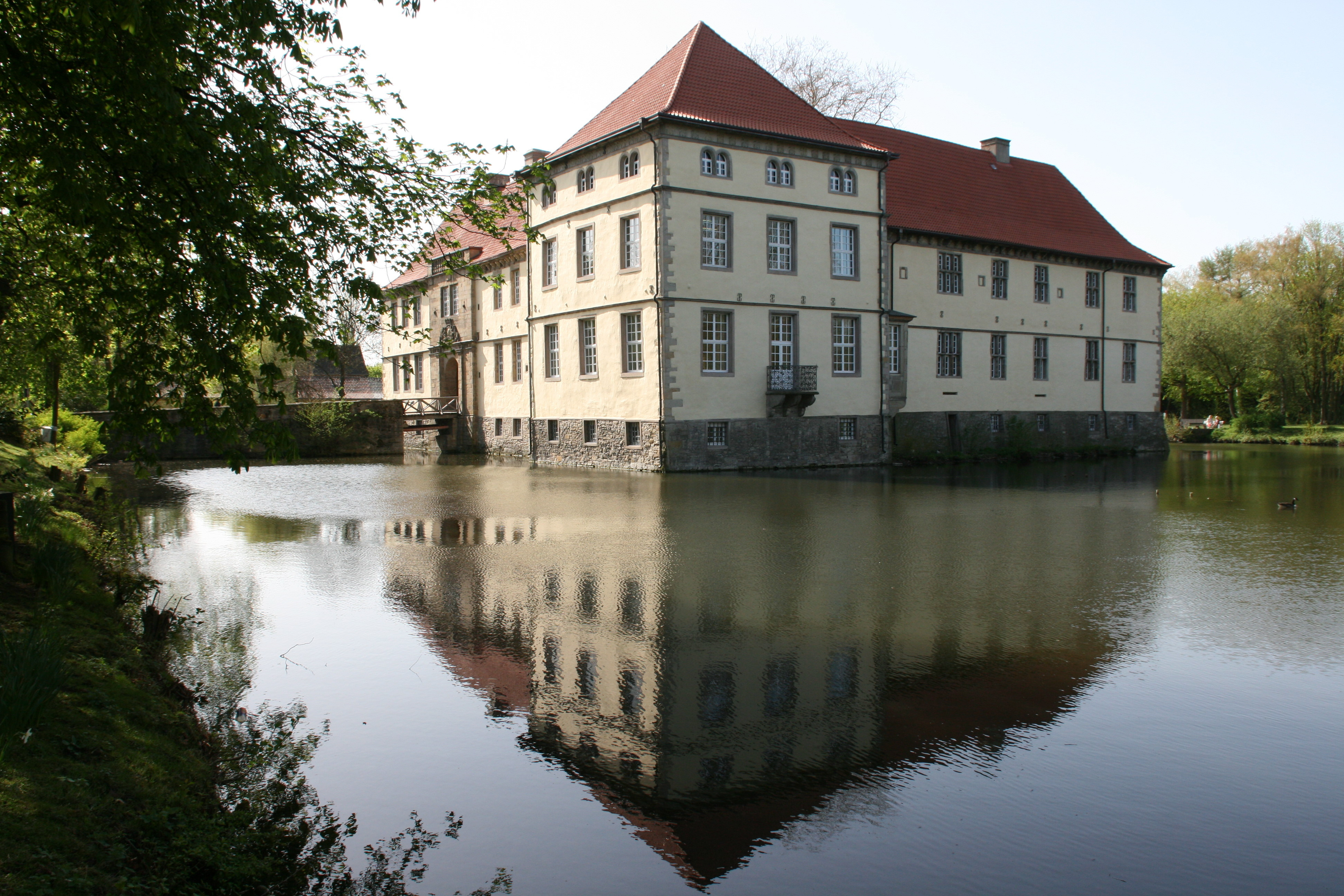
Schloss Strünkede

Haus Dorneburg

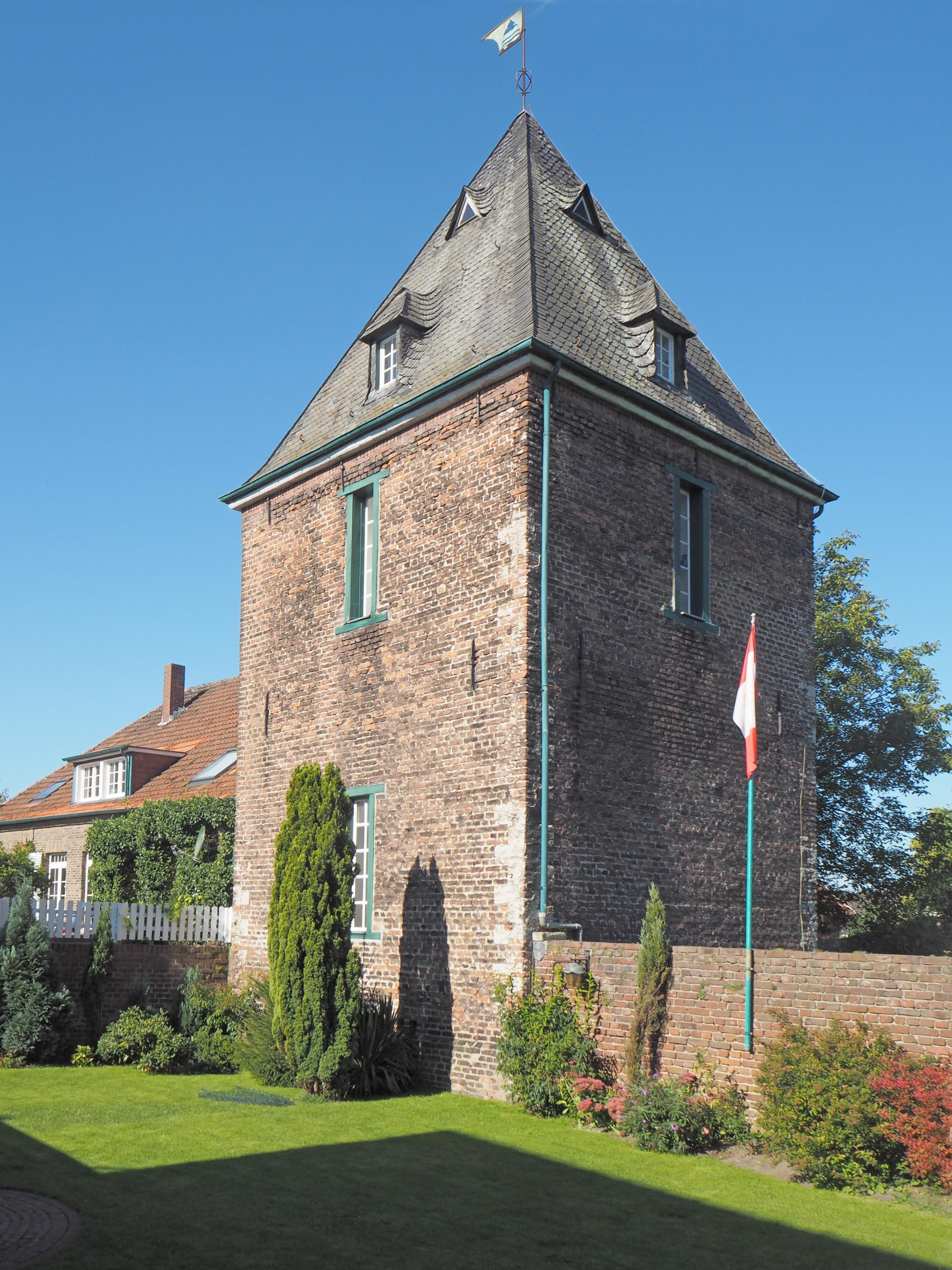
Erhaltener Turm der Krudenburg

Erstmals urkundlich genannt wurde 1142 ein Wessel von Strünkede, Lehnsmann der Grafen von Kleve als Zeuge in einem Streit mit dem Stift Essen. Ein späterer Wessel Strünkede war Deutschordens-Komtur zu Marienberg und sein Bruder Johann 1477 Drost zu Unna. Im übrigen erscheint diese westfälische uradelige Familie auch noch früher in Livland.
Mit dem Tode von Johann Conrad Freiherr von Strünkede im Jahre 1742 starb die Linie auf Schloss Strünkede aus, 1777 die Linie zu Dorneburg. Die letzten Spuren der männlichen Nachkommen verlieren sich im 19. Jahrhundert.

## Wappen
Blasonierung: Der geteilte Schild zeigt oben in Gold einen wachsenden roten Löwen, unten in Grün drei (2:1) silberne Rosen. Auf dem Helm mit rot-goldenen Decken ein schwarzer Turnierhut, oben mit Pfauenschweif besteckt.

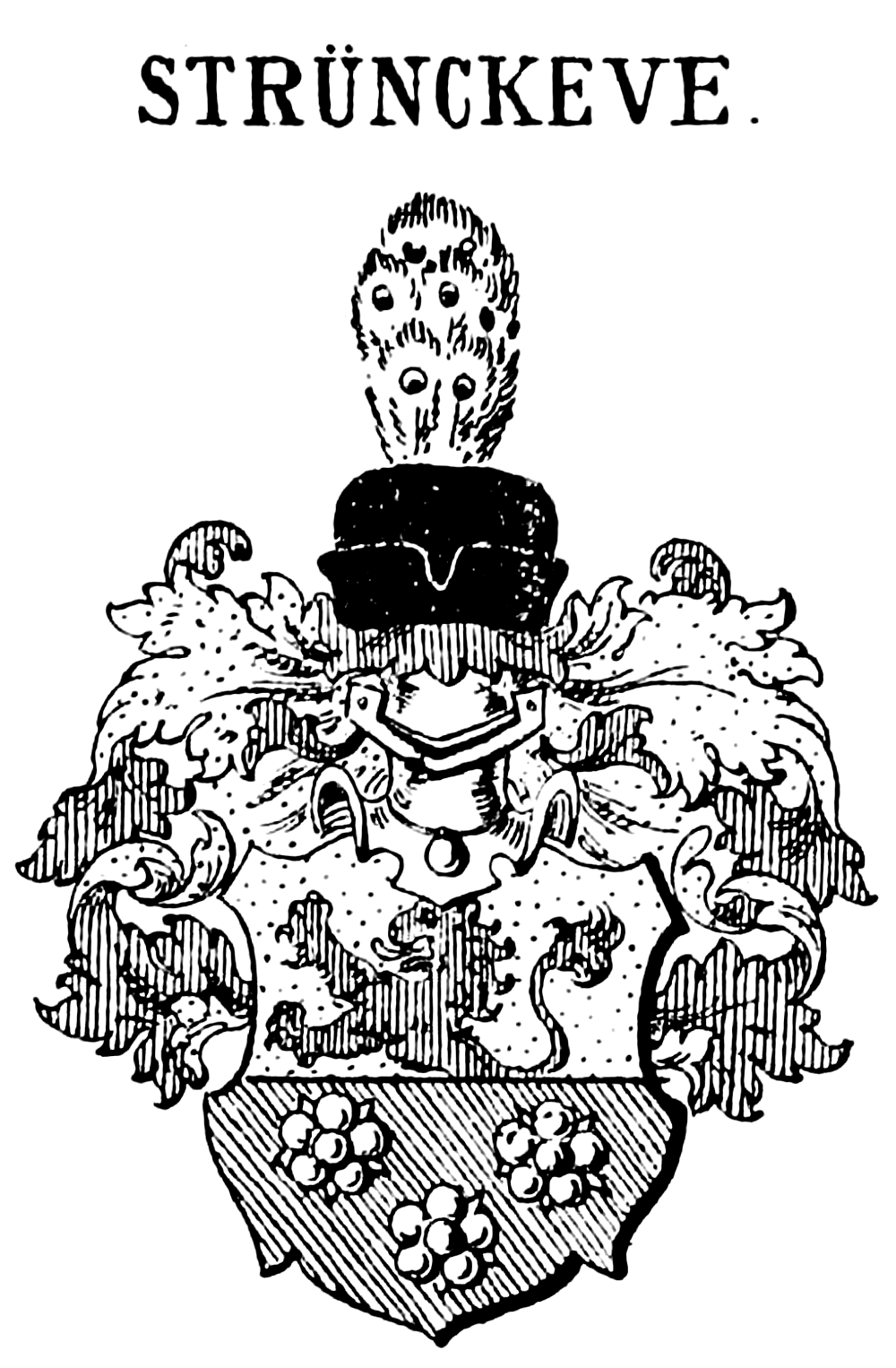
Wappen in Siebmachers Wappenbuch
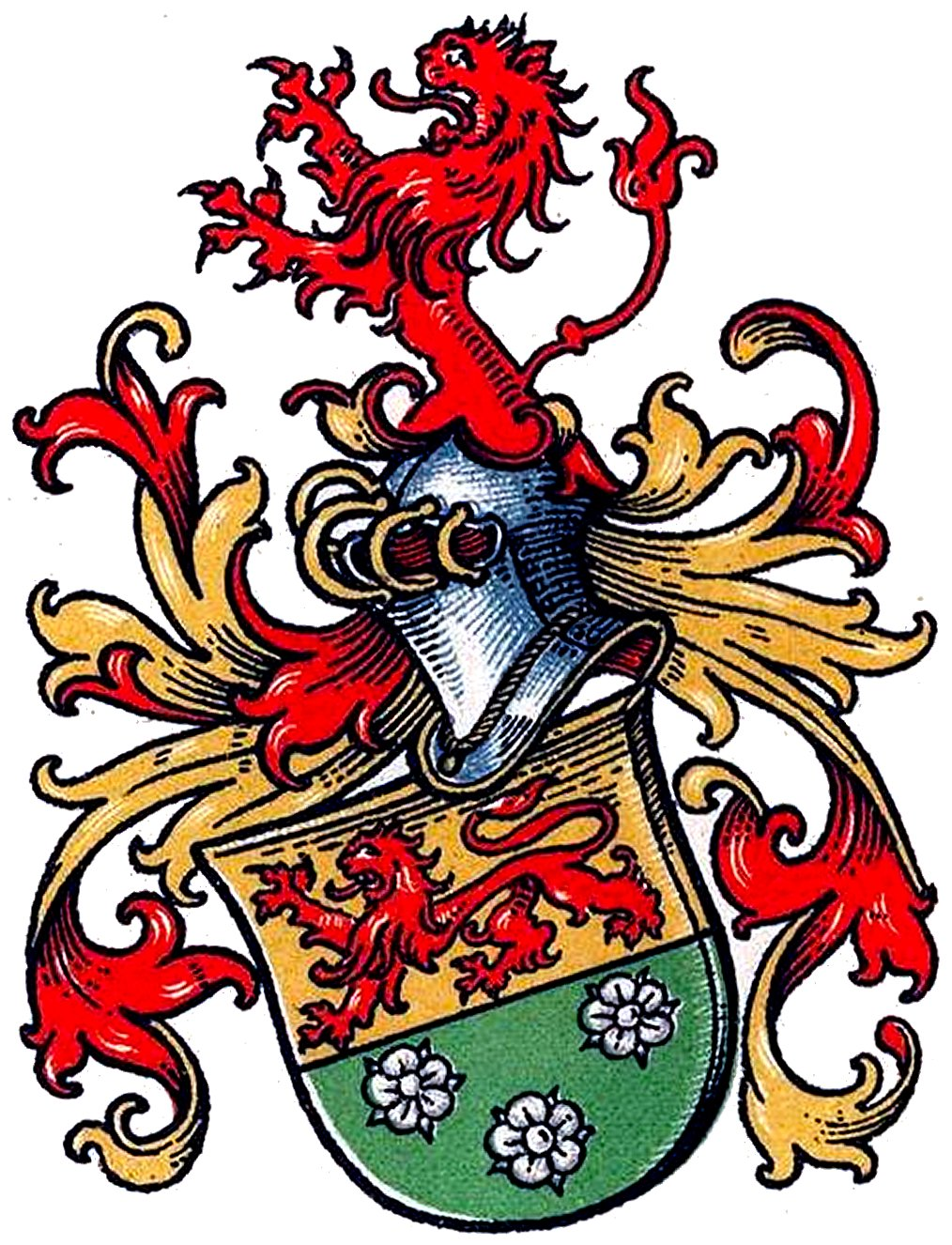
Variante im Wappenbuch des Westfälischen Adels

## Bekannte Familienmitglieder
- Hermann von Strünkede (* und † im 14. Jh.), Vizedominus und Domherr in Münster
- Johann Conrad von Strünckede (* 1670; † 1742) Herr auf Strünkede, klevisch-preußischer Staatsmann